# 関西学研医療福祉学院
関西学研医療福祉学院（かんさいがっけんいりょうふくしがくいん）は、学校法人青丹学園が運営する、奈良市右京にある奈良県知事認可の専修学校である。

## 概要
大阪府・京都府・奈良県にまたがる関西文化学術研究都市に位置する好環境である。
介護福祉学科・作業療法学科・言語聴覚学科・看護学科は「専門実践教育訓練給付金」の対象講座に認定され、学費の一部が国から給付される。

## 沿革
（沿革の出典は法人公式サイト）
- 1998年 4月 山の辺病院（桜井市）を母体として、学校法人青丹学園・奈良医療福祉専門学校が開校。介護福祉学科、及び、県内唯一の作業療法学科の2学科でスタート。
- 1999年 7月 新校名 関西学研医療福祉学院に変更。
- 2000年 4月 言語聴覚学科を開設。
- 2004年 4月 理学療法学科を開設。
- 2009年 4月 看護学科を開設。
- 2015年 2月 文部科学大臣より職業実践専門課程に認定
- 2018年 6月 発達・教育支援センター「フラーテル」開設

## 学科
- 介護福祉学科　(昼間部2年制・定員40名)
- 作業療法学科　(昼間部3年制・定員40名)
- 理学療法学科　(昼間部3年制・定員40名)
- 言語聴覚学科　(昼間部2年制・定員40名)※4年制大学卒業者対象
- 看護学科　(昼間部3年制・定員40名)

## 資格
介護福祉学科
- 介護福祉士国家資格
- レクリエーションインストラクター
- スポーツ・レクリエーション指導者
- 障がい者スポーツ指導員
- 認知症サポーター
- 福祉住環境コーディネーター2級
- リフトリーダー
- 日本赤十字社救急法救急員
- アロマテラピー検定2級

作業療法学科
- 作業療法士国家試験受験資格
- レクリエーションインストラクター
- スポーツ・レクリエーション指導者
- 障がい者スポーツ指導員

理学療法学科
- 理学療法士国家試験受験資格
- 福祉住環境コーディネーター2級
- レクリエーションインストラクター
- スポーツ・レクリエーション指導者
- 障がい者スポーツ指導員

言語聴覚学科
- 言語聴覚士国家試験受験資格
- レクリエーションインストラクター
- スポーツ・レクリエーション指導者

看護学科
- 看護師国家試験受験資格
- 保健師学校受験資格
- 助産師学校受験資格(女性のみ)
- 養護教諭特別別科受験資格

## 所在地
- 〒631-0805 奈良市右京1丁目1-5

## 交通アクセス
- 近鉄京都線 高の原駅から徒歩約3分。
- 高の原駅へは大阪難波駅、京都駅から約35分。

## 関連校
- ヴェールルージュ美容専門学校